# Hôtel d'Angennes de Rambouillet
L'hôtel d'Angennes de Rambouillet est un hôtel particulier situé sur la place des Vosges à Paris, en France.

## Localisation
L'hôtel d'Angennes de Rambouillet est situé dans le 4e arrondissement de Paris, au 20 place des Vosges. Il se trouve sur le côté est de la place, entre les hôtels de Clermont-Tonnerre et Laffemas. La façade sur la place est d'une longueur de 14,45 m. L'arrière donne sur la rue des Tournelles.

## Historique

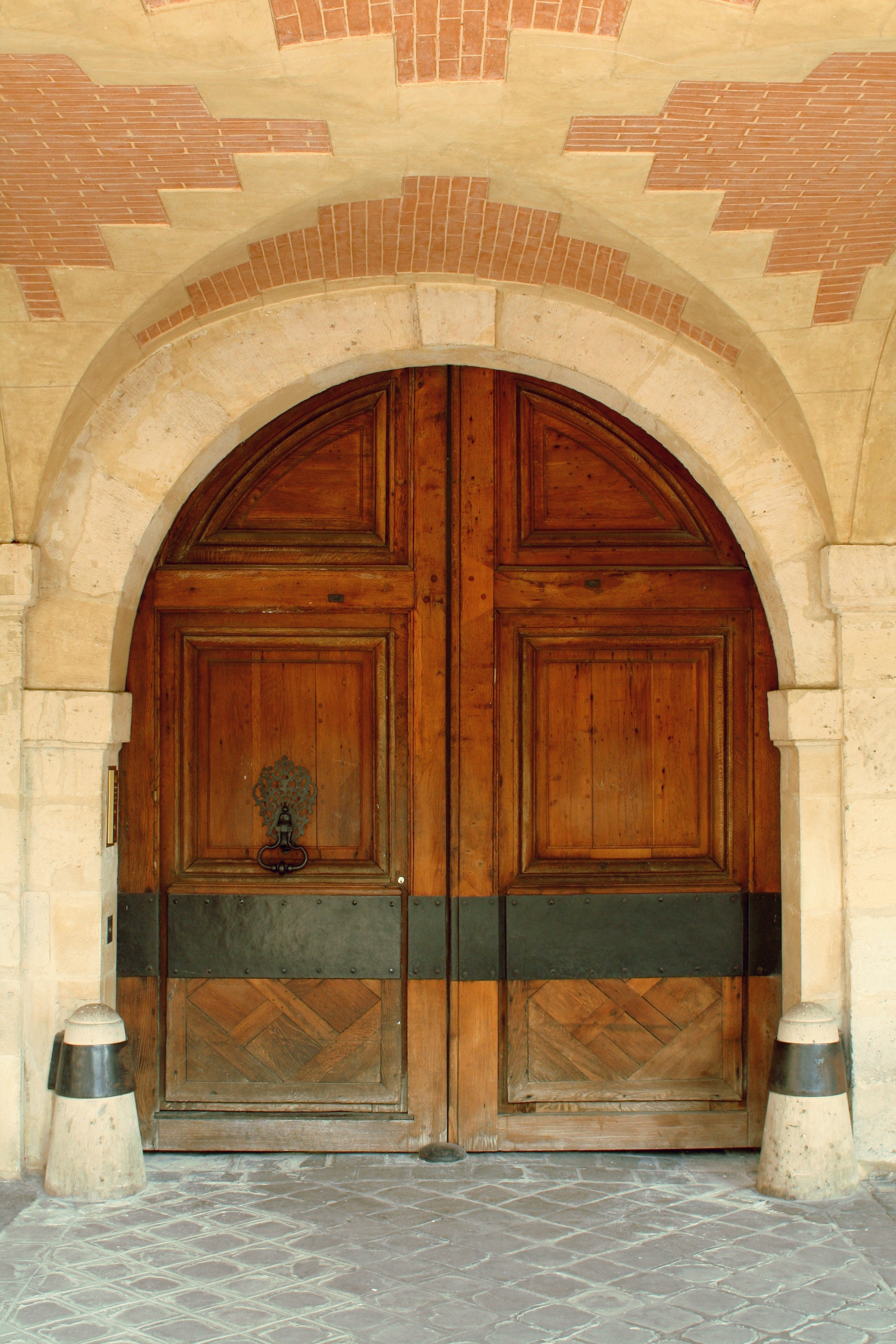
Porte cochère à grand-cadre de l'hôtel d'Angennes de Rambouillet.

Cet hôtel particulier est construit par Jean Fontaine en 1607 pour Nicolas d'Angennes de Rambouillet. Il est possédé ensuite par Drouin Barrois, à qui Gaspard II de Fieubet l'achète 39 000 livres en 1643. En 1645, il le fait transformer par l'architecte Charles Chamois. Ce dernier restaure les deux façades sur la place et sur la cour. En déplaçant le grand escalier, il dégage des espaces intérieurs, ouvrant notamment une grande salle,  Dans les ailes, il ajoute une chapelle et d'autres pièces.
Le fils de Gaspard II de Fieubet, Gaspard III de Fieubet, quitte la place pour s'installer dans l'hôtel Fieubet.
La façade, les toitures et la galerie sur la place sont classées au titre des monuments historiques en 1955 ; l'escalier est inscrit la même année.